# Apalis fuscigularis
El apalis de los Taita (Apalis fuscigularis) es una especie de ave paseriforme de la familia Cisticolidae endémica de los montes Taita, Kenia. Anteriormente se consideraba que era una subespecie del apalis acollarado (Apalis thoracica).

## Descripción
Este es un pájaro arbóreo de porte mediano, que mide de 14 a 16 cm de largo y pesa unos 10 a 12 g. Su plumaje es gris oscuro en la espalda con tonos un poco más oscuros en las alas y cola. La garganta y el pecho son negros y el vientre es blancuzco. Sus ojos son de un blanco plateado. Su llamada es un «pillipp, pillippp» repetitivo, mientras que el canto del macho es un fuerte «chwii, chwii» o «chiwk, chiwk, chiwk», al que se suele sumar la hembra formando un dúo.

## Hábitat
Su hábitat natural son los bosques montanos húmedos tropicales. Se encuentra amenazado por pérdida de hábitat. 
Es una de las aves más escasas del mundo. Se estima que su población actual es de unos 300 a 650 individuos maduros, aunque el relevamiento realizado en 2009–2010 indica que la población  ha disminuido de forma notable en todo su hábitat y hoy es posible que su población apenas alcance de 60 a 130 ejemplares. La mayoría del bosque original ha sido cultivado o reforestado con especies de árboles no nativos. Aunque se sabe poco sobre las causas de esta caída abrupta de población. Sin embargo una gran sequía que tuvo lugar en el 2009 puede que haya sido el factor determinante. La IUCN considera que esta es una especie en peligro crítico de extinción a causa de que la extremadamente reducida zona donde habita apenas es de 1.5 km² y se encuentra muy fragmentada.